# Садовников, Борис Иосифович
Бори́с Ио́сифович Садо́вников (род. 1 февраля 1940, Москва) — советский и российский учёный, специалист в области теоретической и  математической физики, доктор физико-математических наук, заведующий кафедрой квантовой статистики и теории поля физического факультета МГУ, заслуженный профессор МГУ.

## Биография
Родился 1 февраля 1940 года в Москве.
В 1963 году окончил физический факультет МГУ. Под научным руководством академика Н. Н. Боголюбова в 1966 году защитил кандидатскую диссертацию на тему «Функции Грина и кинетические уравнения в статистической механике». В 1975 году защитил докторскую диссертацию на тему «Теоремы об особенностях корреляционных функций и обобщённый метод самосогласованного поля в некоторых моделях статистической механики».
На физическом факультете МГУ возглавляет отделение экспериментальной и теоретической физики. С 2017 года — заведующий кафедрой квантовой статистики и теории поля физического факультета МГУ.
В течение пятнадцати лет был членом Комиссии при Президенте РФ по присуждению Государственных премий Российской Федерации в области науки и техники. Член Учёного совета МГУ. Заместитель председателя Ученого совета физического факультета МГУ. Председатель диссертационного совета МГУ. Входит в редакционную коллегию научного журнала «Вестник Московского университета. Серия 3. Физика, астрономия». Член программного комитета научной конференции «Ломоносовские чтения», ежегодно проводимой МГУ имени М. В. Ломоносова. Член Объединённого учёного совета ОАО «РЖД» (по 2017 год).

## Научная деятельность
Область научных интересов — статистическая физика, физика конденсированных сред, квантовая теория. Внёс большой вклад в изучение фундаментальной проблемы описания динамических систем в состояниях вблизи равновесия, допускающих использование гидродинамических переменных для анализа макроскопических процессов. Разработал метод классических двухвременных температурных функций Грина. Построенные в этом методе уравнения известны как «цепочка уравнений Боголюбова–Садовникова». Предложил подход единого рассмотрения классических и квантовых систем. Разработал новый математический аппарат квантовой механики высших кинематических величин. За цикл работ «Математические методы в статистической механике», опубликованных в 1962—1975 годах, Б. И. Садовникову (совместно с Н. Н. Боголюбовым (мл.)) в 1983 году присуждена Государственная премия СССР.
Под научным руководством Б. И. Садовникова подготовлено более 12 кандидатских и докторских диссертаций.

## Публикации
Автор более 120 научных работ, из них 12 учебников и монографий, в том числе:
- Боголюбов Н.Н. (мл.), Садовников Б.И. Некоторые вопросы статистической механики. — М.: Высшая школа, 1975. — 352 с.
- Боголюбов Н.Н. (мл.), Садовников Б.И., Шумовский А.С. Математические методы статистической механики модельных систем. — М.: Высшая школа, 1989. — 296 с. — ISBN 5-02-013936-X.
- Перепёлкин Е.Е., Садовников Б.И., Иноземцева Н.Г. Вычисления на графических процессорах (GPU) в задачах математической и теоретической физики. — М.: Ленанд, 2018. — 240 с. — ISBN 978-5-9710-5150-3.
- Perepelkin E.E., Sadovnikov B.I., Inozemtseva N.G. Understanding the Schrödinger Equation: Some [Non]Linear Perspectives. — United States: Nova Science Publishers, Inc., 2020. — 330 с. — ISBN 978-1-5361-7662-9.

## Награды и звания
- Государственная премия СССР (1983; совместно с Н. Н. Боголюбовым (мл.))[8];
- орден Дружбы (2021);
- медаль ордена «За заслуги перед Отечеством»  II степени (2010);
- юбилейная медаль «70 лет Победы в Великой Отечественной войне 1941-1945 гг.» (2015);
- знак «Почётный работник высшего профессионального образования Российской Федерации» (2004);
- юбилейный знак «250 лет Московскому государственному университету имени М. В. Ломоносова» (2005);
- почётное звание «Заслуженный профессор Московского университета» (2006);
- почётный доктор Башкирского государственного университета[9] (2008);
- высшая общественная награда МГУ — «Звезда Московского университета» (2019).